# Кто обманет Пенна и Теллера?
Кто обманет Пенна и Теллера? (англ. Penn & Teller: Fool Us) — британское развлекательное телешоу. В шоу принимают участие различные иллюзионисты, которые при помощи своих фокусов должны «обмануть» известных иллюзионистов Пенна и Теллера и если им это удается, то они отправляются в Лас-Вегас, где выступят на разогреве в шоу Пенна и Теллера при отеле и казино Рио.

## Производство
Телешоу было сделано по заказу Элейн Беделл, директора развлечений и комедии на телеканале ITV.
Пилотный выпуск был снят под присмотром Джона Кей Купера, главы отдела развлечений на телеканале. Шоу начало выходить в эфир с июня 2011. Все восемь эпизодов первого сезона были сняты за десять дней.
28 июня 2012 года, телеканал ITV объявил о закрытии шоу, хотя шоу имело высокий рейтинг.
Летом 2014 года было объявлено, что американский канал The CW выпустит второй сезон шоу в 2015 году. Сезон состоял из 13 серий, показал высокие рейтинги и после показа 6 эпизода был продлён на третий сезон телевизионной сетью The CW с новой ведущей Элисон Ханниган.
| Сезон                  | Количество эпизодов  | Специальный выпуск | Первый эпизод | Последний эпизод | Ведущий         | Канал  |
| ---------------------- | -------------------- | ------------------ | ------------- | ---------------- | --------------- | ------ |
| Первый сезон (2011)    | 9 (включая пилотный) | нет                | 7 января 2011 | 28 августа 2011  | Джонатан Росс   | ITV    |
| Второй сезон (2015)    | 13                   | нет                | 6 июля 2015   | 5 октября 2015   | Джонатан Росс   | The CW |
| Третий сезон (2016)    | 13                   | нет                | 13 июля 2016  | 16 сентябрь 2016 | Элисон Ханниган | The CW |
| Четвертый сезон (2017) | 13                   | нет                | 13 июля 2017  | 30 ноября 2017   | Элисон Ханниган | The CW |
| Пятый сезон (2018)     | 13                   | 2 апреля 2018      | 25 июня 2018  | 1 октября 2018   | Элисон Ханниган | The CW |
| Шестой сезон (2019)    | 13                   | 1 апреля 2019      | 17 июня 2019  |                  | Элисон Ханниган | The CW |

## Формат
Шоу проходит на сцене большого зрительного зала перед живой аудиторией. Пенн и Теллер занимают особые места в зрительном зале в середине перед сценой.
Происходит объявление очередного претендента, на большом экране демонстрируется заранее записанное с ним интервью. Затем претендент выходит на сцену и показывает небольшой номер с фокусами.
По завершении номера ведущий берёт короткое интервью у участника, в это время Пенн и Теллер совещаются между собой. Их задача — определить, каким именно образом был осуществлён показанный фокус. Когда они приходят к согласию, Пенн Джиллетт делится с участником своими впечатлениями и объявляет ему об их догадке, при этом он не говорит прямо, а использует намёки и профессиональный жаргон, дабы дать понять участнику, что его фокус разгадан, но при этом не выдавать секрета непосвящённым зрителям. Участник говорит была ли догадка знаменитых фокусников правильной. В случае, если Пенн и Теллер не смогли отгадать секрет, то считается, что участник смог их обмануть и тогда он получает приз.
За ходом представления из-за кулис наблюдает ещё один фокусник, чья личность не раскрывается. Он посвящён в секреты всех показываемых на сцене фокусов. Если Пенн и Теллер не могут прийти к соглашению с претендентом, то ведущий просит высказаться фокусника-наблюдателя. Получив его ответ через наушник, ведущий объявляет вердикт, который считается окончательным.
В течение одного эпизода шоу на сцену выходят несколько участников, а завершается эпизод демонстрацией фокуса в исполнении самих Пенна и Теллера.

## Пилотный выпуск
Пилотный эпизод вышел в эфир 7 января 2011 года. Он включал в себя шесть иллюзионистов, а также троих, которых можно было увидеть только на сайте телеканала ITV. Продолжительность пилотного эпизода чуть больше, чем 90 минут. В данном эпизоде — Джон Арчер и Бенджамин Эрл сумели обмануть Пенна и Теллера.